# Druk Phuensum Tshogpa
Die Druk Phuensum Tshogpa (DPT) (bhutanisch འབྲུག་ཕུན་སུམ་ཚོགས་པ Wylie 'brug phun-sum tshog-pa, deutsch ‚Bhutanische Partei für Frieden und Wohlstand‘) ist eine Partei in Bhutan, die seit der Einführung von Parteien 2007 im Tshogdu, dem Unterhaus von Bhutans Parlament Chi Tshog, vertreten ist. Ab 2008 stellte sie die Regierung.

## Hintergrund
Die damals noch absolute Monarchie Bhutan hatte erst 1953 mit der Tshogdu eine erste Form der ständigen Volksbeteiligung eingeführt. Deren Chimis genannten Abgeordnete konnten allerdings nicht direkt gewählt werden und durften sich auch nicht in politischen Parteien formieren. Den endgültigen Übergang zur konstitutionellen Monarchie sollte mit der ersten allgemeinen, geheimen und insbesondere direkten Wahl in der Geschichte Bhutans 2008 erfolgen. Im Vorfeld wurde das Parteiverbot per königlichem Dekret aufgehoben. Die Volksdemokratische Partei (People’s Democratic Party, PDP) unter der Führung des ehemaligen Premierministers Lyonpo Sangay Ngedup war die erste politische Partei, die in Bhutan gegründet wurde.

## Gründung
Im Juli 2007 fusionierten die Bhutan United Peoples Party (BPUP) und die All Peoples Party (APP) zur Druk Phuensum Tshogpa (DPT), die vom ehemaligen Premierminister Lyonpo Jigme Y. Thinley geführt wurde. Nachdem sich die beiden neugegründeten Parteien zur Verfassung Bhutans bekannten, registrierte die Wahlkommission die DPT und die PDP als Parteien für die erste allgemeinen Wahl am 24. März 2008.

## Wahlergebnisse
Der royalistischen DPT gelang bei der ersten freien Parlamentswahl in Bhutan 2008 ein überwältigender Wahlsieg. Sie errang 45 der 47 Mandate und stellte die Regierung.
Bei der zweiten Parlamentswahl in Bhutan 2013 verlor die DPT jedoch zwei Drittel ihrer Sitze an die PDP und war mit 15 der 47 Mandate in der Opposition.
Im ersten Wahlgang der Parlamentswahl in Bhutan 2018 am 15. September 2018 konnte sich die DPT mit 30,9 Prozent gut positionieren und die Regierungspartei PDP mit 27,4 Prozent auf den dritten Rang verdrängen. Nach dem Wahlsystem Bhutans waren nur die zwei stärksten Parteien zur zweiten Wahlrunde zugelassen.